# Escuela cockney

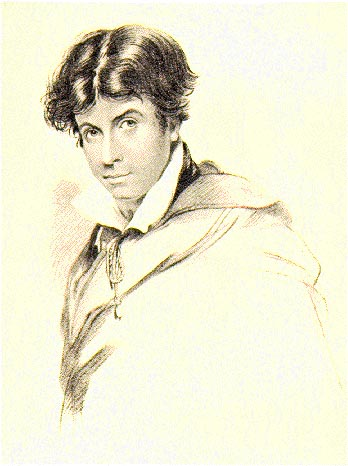
Leigh Hunt

La escuela cockney (en inglés, Cockney School) fue una escuela literaria que formaría el núcleo de la segunda generación de poetas románticos británicos «encabezados» por Leigh Hunt, John Keats, Percy Shelley y lord Byron y, de entre los escritores, William Hazlitt o Charles Lamb, artistas e intelectuales, todos ellos afines al movimiento reformista —tanto política como estilísticamente hablando, que colaboraban con Hunt y sus publicaciones, el Examiner, el Indicator y The Liberal.
Aunque fueron asociados casi exclusivamente con Londres y su área metropolitana en lugar de al medio rural y tradicional, cuyo tratamiento idílico estuvo asociado a la primera generación de poetas románticos, el uso como insulto del término «cockney» para referirse a este colectivo se debió más bien a la imagen chulesca y barriobajera asociada a los castizos londinenses. El propio Byron, cuyas relaciones con sus colegas eran complicadas, se refiere al grupo como la «escuela suburbana».
El círculo incluía, además de Hunt y los poetas Keats, Byron y Percy Shelley, a la esposa de este, Mary Shelley, William Hazlitt, Charles Lamb, Benjamin Haydon y Thomas Love Peacock, entre muchos otros. Había sido el propio Hunt el primero en anunciar la existencia de una nueva escuela de «poetas jóvenes» —Keats y Shelley, entre ellos— en la reseña de los Poems (1817) de Keats que publicó en su Examiner en 1816.
Por otra parte, lo que hoy en día más se valora del uso que hicieron estos poetas del patrimonio clásico griego, fue precisamente lo que en su día sería más controvertido y denostado.

## Ofensivatory
El nombre surge en la ofensiva lanzada por la influyente publicación Blackwood's Magazine, en 1817, en una serie de artículos anónimos escritos en un primer momento por un tal «Z», y después seguida por otros colaboradores afines a los tories en la misma publicación y en otras publicaciones conservadores, como Quarterly Review. Preocupadas por lo que consideraban una democratización de la literatura y, con la premisa de que la poesía era un asunto de caballeros, no de las clases inferiores, criticaban a esta generación de poetas por ser de una clase social inferior, la plebe, —que, según alegaban estos medios, no debería dedicarse a la poesía— que pretendía escalar socialmente, de ser «moralmente depravados», «libertarios» y «afeminados», entre otras descalificaciones.
Aunque la primera tanda de ataques fueron dirigidas a Hunt, «cuyas opiniones políticas están viciadas por una mezcla nociva del libertario y jacobino…» (Gazette 4, mayo de 1822), la segunda fue dirigida principalmente hacia Keats —quien, según la reseña en Blackwood's de su obra Endimión, «pertenece a la Escuela Cockney de Política y a la Escuela Cockney de Poesía»— y criticó los aspectos físicos e incluso sexuales del poeta y de su obra. Con el tiempo, Keats, afectado por las críticas, iría distanciándose del grupo. Otro motivo de crítica hacia las obras de la escuela cockney, expresado por destacadas figuras como Wordsworth y Coleridge, fue su afinidad a la mitología griega, interpretándolo como una preferencia no apropiada para la mitología pagana frente al cristianismo. Así, después de escuchar a Keats leer su poema épico Endimión, Wordsworth —a quien los románticos de esta segunda generación acusaban de haberse vendido al Establishment— comentaría que se trataba de «una pieza de paganismo muy bonita».
Como señalaría el catedrático y estudioso de Shelley, G. M. (Geoffrey) Matthews (1920-1984), de la University of Reading, la carrera de Keats coincidía con una época en la cual la rivalidad entre revistas era tal que se mezclaban las opiniones literarias con las opiniones políticas, por lo que «un escritor asociado con una u otra facción difícilmente recibiría un trato justo de un crítico de la otra facción».
Por otra parte, los mismos medios conservadores se esforzaron en separar del grupo a Shelley y a Byron, ambos aristócratas, ya que la implicación plena de estos dos poetas con esta escuela no encajaba con la tesis de sus críticos.
En defensa de los poetas de la escuela cockney, la The London Magazine de mayo de 1820 escribió:
| ‘Tis not your work they criticize, but you. By politics alone, they try and tear ye, As you love or hate Lord Castlereagh, so fare ye! | No son tus obras lo que critican sino a vosotros. Por cuestión de política te juzgan y te hieren, Según amas u odias al lord Castlereagh, ¡así te irá! |